# Вуясинович, Тодор

Бюст Тодора Вуясиновича в Добое

Тодор Вуясинович (сербохорв. Тодор Вујасиновић / Todor Vujasinović; 16 октября 1904, Тешань — 25 марта 1988, Белград) — генерал-майор Югославской народной армии, общественно-политический деятель Социалистической Республики Боснии и Герцеговины и СФРЮ, министр транспорта во временном правительстве Демократической Федеративной Югославии, Герой Социалистического Труда Югославии.

## Биография

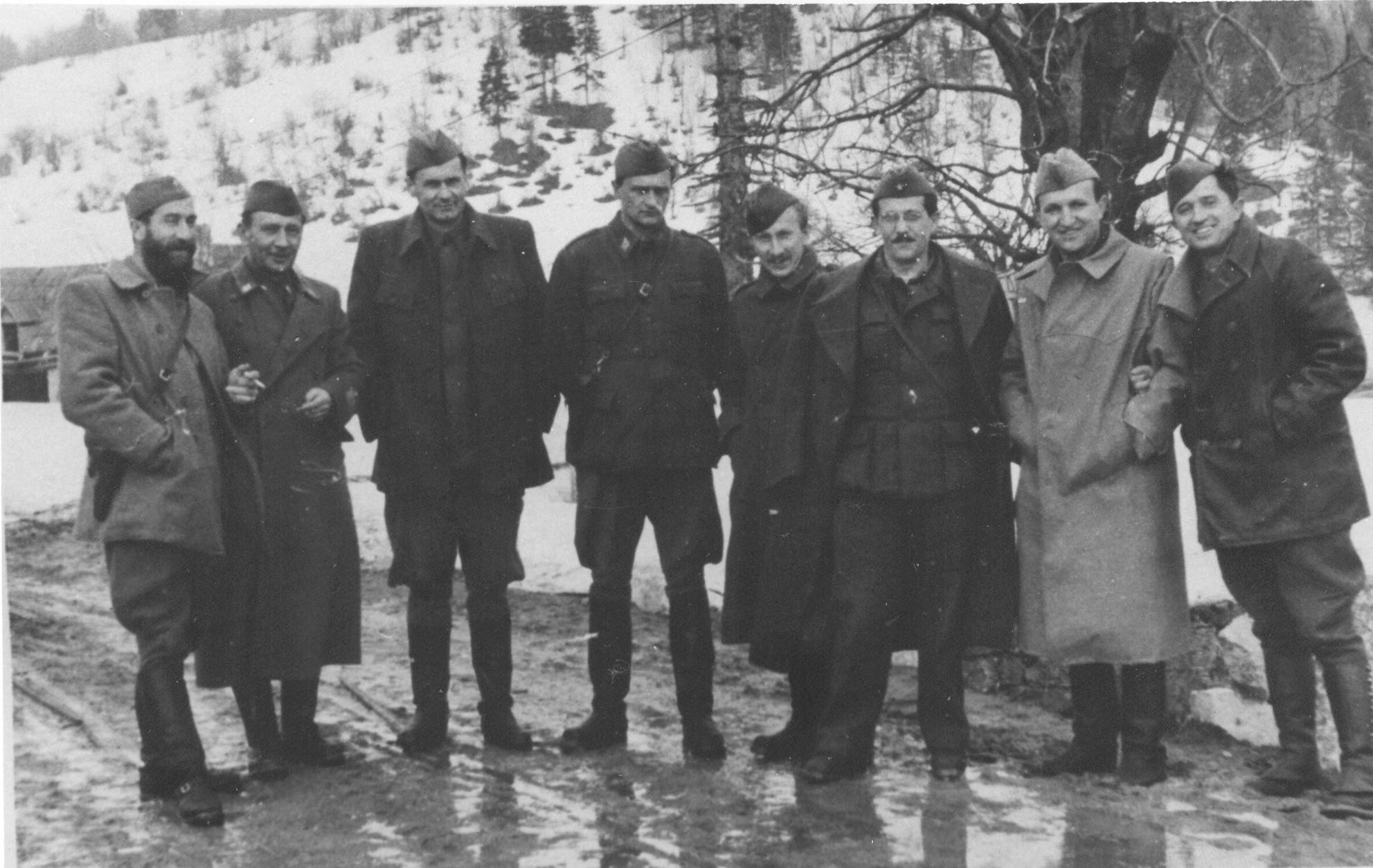
Слева направо: Влада Зечевич, Сулейман Филипович, Родолюб Чолакович, Тодор Вуясинович, Эдвард Коцбек, Эдвард Кардель, Владимир Бакарич и Раден Голубович

Родился 16 октября 1904 года в городе Тешань. Изучал богословие в университете, позднее учился философии в Париже. Там познакомился с рабочим движением и стал членом Французской коммунистической партии. По возвращении на родину стал заниматься организацией партийных ячеек в Кралево, Чачаке, Ужице и Крагуеваце, с 1930 года член Коммунистической партии Югославии. В 1933 и 1934 годах с Благое Паровичем занимался организацией партийных ячеек в Сербии, состоял в Сербском покраинском комитете КПЮ. Неоднократно арестовывался полицией за антигосударственную деятельность, в апреле 1935 года арестован и осуждён на два года тюрьмы. Наказание отбывал в Сремской-Митровице, продолжил деятельность после освобождения в Сербии и Боснии. Член Боснийско-Герцеговинского покраинского комитета с 1937 года.
В 1940 году Вуясинович был сослан в лагерь в Билече. Находясь в тюрьме, он написал песню «Билечанка» (серб. Билећанка), переработав текст стихотворения словенца Милана Алиха, который сидел в том же лагере. Вскоре песня стала популярна среди всех заключённых лагеря: в каждом отделении образовался свой хор, исполнявший песню. Уже потом песня стала популярной среди югославских партизан во время Второй мировой войны. Алих, создавая песню, использовал тексты старых русских революционных песен, которые переводил на словенский язык.
Летом 1941 года Вуясинович стал организатором антифашистского партизанского движения в Восточной Боснии. Он командовал Озренским партизанским отрядом, позднее входил в Оперативный штаб партизанских отрядов Восточной Боснии и был заместителем командира 1-го (позднее 3-го) боснийского армейского корпуса. Входил в состав Антифашистского вече народного освобождения Югославии, Земельного антифашистского вече народного освобождения Боснии и Герцеговины и Национального комитета освобождения Югославии.
С марта 1945 по 1951 годы Вуясинович был министром транспорта во Временном правительстве Демократической Федеративной Югославии. Из армии демобилизовался в звании генерал-майора. После войны был членом Правительства и Исполнительного вече Народной Республики Боснии и Герцеговины. Член ЦК КПЮ и ЦК КП Боснии и Герцеговины. До 1969 года депутат Союзной скупщины, после 1969 года член Совета Федерации СФРЮ.
Награждён рядом югославских орденов и медалей, в том числе Орденом национального освобождения, Орденом «За заслуги перед народом» и Орденом братства и единства.
Скончался 25 марта 1988 в Белграде. Похоронен на Аллее почётных граждан на Новом кладбище.

## Труды
- „Косоричи из Кусача и други“, Београд 1953.
- „Благоје Перовић“, Сарајево 1955.
- „Сећања из илегалног партијског рада у Београду“, Годишњак града Београда 1959 ВИ стр. 287—307,
- „Озренски партизански одред“, Сарајево и Загреб 1950. и Београд 1962.
- „Мучне године“, Сећања на илегална времена 1930—1941, Сарајево 1965,
- „Незнани“, Београд 1967.
- „Јабука на војничкој карти“, Сарајево 1961